# 알렉산드르 홀로도비치
알렉산드르 알렉세예비치 홀로도비치(러시아어: Алекса́ндр Алексе́евич Холодо́вич, 1906년 5월 24일 ~ 1977년 3월 20일)는 러시아의 한국어학자이다. 국립 상트페테르부르크 대학교 한국어과 교수를 지냈으며 한국어의 러시아어 문자 표기법 중 하나인 홀로도비치 표기법을 고안하였다.

## 생애
알렉산드르 홀로도비치는 1906년 5월 24일 러시아 크론시타트에서 태어났으며, 1926년 국립 상트페테르부르크 대학교를 졸업한 후 모교에서 한국어 및 일본어 교수로, 소련 학술원 언어학 연구소에서 연구원으로 재직하는 등 러시아 한국학과 언어학 분야에서 활발하게 활동하였다. 1950년대 초반에는 한국어를 러시아 문자로 표기하는 홀로도비치 표기법을 고안하였다. 

## 저서
- 《한국어 문법》, 모스크바 동방학 대학교 출판부, 1937년
- 《조로 사전》, 외국어 사전 출판사, 1951년
- 《한국어 문법 개론》, 외국어 문학 출판사, 1954년